# セルヒオ・ロドリゲス
セルヒオ・ロドリゲス（Sergio Rodriguez）ことセルヒオ・ロドリゲス・ゴメス（Sergio Rodríguez Gómez、1986年6月12日 - ）はスペインの元プロバスケットボール選手。カナリア諸島州サン・クリストバル・デ・ラ・ラグーナ出身。ポジションはポイントガード。身長191cm、体重80kg。愛称は「El Mago(Magician)」、「Spanish Chocolate」、「Spanish Fly」。

## 経歴
2004年、スペインのプロリーグリーガACBのCBエストゥディアンテスでプロデビュー、1年目に新人王を獲得し、ヨハン・ペトロ、マルティーナス・アンドリュシュケヴィチュス、ネマンヤ・アレクサンドロフらと共に欧州の将来有望な選手として注目された。

### NBA
2006年のNBAドラフトでフェニックス・サンズから全体27位指名を受けたが、同日、現金と交換でポートランド・トレイルブレイザーズに移籍した。1年目はジャレット・ジャックの控えとして、主にベンチから出場。短い出場時間の中でアシストを稼ぎ、パサーとして高い評価を受けた。
2010年､2月18日､ニューヨーク・ニックスとヒューストン・ロケッツが絡む三角トレードで､ラリー・ヒューズと入れ替わりで､ニックスへ移籍した。
NBAでは、285試合に出場し、1217得点(4.3ppg)、839アシスト(2.9apg)、368リバウンド(1.3rpg)の成績を残した。

### スペイン復帰後
2010年7月5日、NBAで4シーズンを過ごした後、ユーロリーグの名門クラブレアル・マドリード・バロンセストと3年契約を結んだ。 2012年7月、更に2年延長契約を結んだ。2014年5月、チームメイトの ルディー・フェルナンデスとともに、ユーロリーグ2013-2014シーズンの、オール・ユーロリーグ・ファーストチームに選出された 。
ファイナル4を前に、このシーズン、31試合すべてベンチスタートにも拘らず、平均14 得点、4.9 アシスト、2 リバウンドの成績を残し、 ユーロリーグMVP に選ばれた。

### NBAに復帰
2016年7月4日、フィラデルフィア・76ersと1年800万ドルの契約を結び、2010年以来のNBA復帰となった。

### キャリア後期 再びヨーロッパへ
2017年7月15日、ユナイテッド・リーグのPBC CSKAモスクワと契約した。
2024年6月19日、現役引退を発表。

## スペイン代表
2004年、18歳以下の欧州選手権に出場、平均19.1得点、4.6リバウンド、8.5アシスト、2.1スティールの成績でチームを優勝に導き、MVPに選出された。また2006年には世界選手権に出場し優勝に貢献、金メダルを獲得した。また、ロンドンオリンピック、2016年リオデジャネイロオリンピックにも出場し、それぞれ銀メダル、銅メダルを獲得している。